# Tändzin Wangjal rinpočhe
Tändzin Wangjal rinpočhe (* 1961) je tibetský láma, jeden z mála mistrů bön buddhismu a nauk dzogčhenu této tradice žijících na Západě. Narodil se tibetským rodičům v indickém Amritsaru několik let poté, co v roce 1959 uprchli z Tibetu. V deseti letech byl ordinován na mnicha v klášteře Menri v indickém Dolanží. Zde byl hlavním učitelem kláštera Lopon Sangye Tenzin Rinpočhem rozpoznán jako inkarnace slavného mistra meditace Khyung Tul Rinpočheho, který zemřel v polovině 20. století. Jedním z hlavních učitelů a vychovatel Tenzina Wangyala Rinpočheho byl Lopon Tenzin Namdak Rinpočhe, který je v současnosti považován za hlavního učitele bönu a za jednoho z nejrespektovanějších mistrů této tradice. V roce 1986 Tenzin Wangyal Rinpočhe ukončil jedenáctiletý studijní program klášterní univerzity v Menri a získal titul geše. Poté odešel na Západ a zde jako stipendista různých univerzit prohluboval své znalosti bön buddhismu v kontextu západní filozofie a věd o náboženství. V roce 1993 založil ve Virginii ve Spojených státech amerických Ligmincha Institute, jehož cílem je uchovat a dále rozvíjet učení bönu na Západě. Tenzin Wangyal Rinpočhe je autorem několika knih přeložených do mnoha jazyků. Žije se svou rodinou ve Spojených státech amerických a vyučuje meditačním technikám bön buddhismu ve Spojených státech, Evropě i v Jižní Americe. Velké komunity jeho studentů se kromě Spojených států nacházejí i v Mexiku, Polsku nebo Německu.

## Česky vyšlé knihy
- Tibetská jóga snu a spánku (Dharmagaia 2002)
- Léčení formou, energií a světlem – Pět elementů v tibetském šamanismu, tantře a dzogčhenu (Dharmagaia 2005)
- Zázraky přirozené mysli – Podstata nauky dzogčenu v původní tibetské tradici bön (Dharmagaia 2009)
- Tibetské léčení zvukem (Maitrea 2010)